# Wereldkampioenschappen schoonspringen 2013 – driemeterplank synchroon mannen
Het synchroonspringen vanaf de driemeterplank voor mannen tijdens de wereldkampioenschappen schoonspringen 2013 vond plaats op 23 juli 2013 in het Piscina Municipal de Montjuïc in Barcelona.

## Uitslag
Groen geeft de finalisten weer.
| Rang   | Naam                                      | Land                   | Voorronde | Voorronde | Finale | Finale |
| Rang   | Naam                                      | Land                   | Punten    | Rang      | Punten | Rang   |
| ------ | ----------------------------------------- | ---------------------- | --------- | --------- | ------ | ------ |
| Goud   | Qin Kai He Chong                          | China                  | 454.32    | 1         | 448.86 | 1      |
| Zilver | Ilja Zacharov Jevgeni Koeznetsov          | Rusland                | 445.32    | 2         | 428.01 | 2      |
| Brons  | Rommel Pacheco Jahir Ocampo               | Mexico                 | 404.97    | 6         | 422.79 | 3      |
| 4      | Patrick Hausding Stephan Feck             | Duitsland              | 427.68    | 3         | 411.27 | 4      |
| 5      | Troy Dumais Michael Hixon                 | Verenigde Staten       | 406.98    | 5         | 410.85 | 5      |
| 6      | Ooi Tze Liang Ahmad Amsyar Azman          | Maleisië               | 382.77    | 8         | 404.61 | 6      |
| 7      | Ilja Kvasja Oleksij Prygorov              | Oekraïne               | 420.81    | 4         | 403.65 | 7      |
| 8      | Nicholas Robinson-Baker Christopher Mears | Verenigd Koninkrijk    | 388.92    | 7         | 391.53 | 8      |
| 9      | René Hernández Jorge Luis Pupo            | Cuba                   | 366.99    | 12        | 381.72 | 9      |
| 10     | Kim Yeong-nam Woo Ha-ram                  | Zuid-Korea             | 378.24    | 10        | 377.34 | 10     |
| 11     | Stefanos Paparounas Michail Fafalis       | Griekenland            | 382.77    | 8         | 376.02 | 11     |
| 12     | Giovanni Tocci Andreas Billi              | Italië                 | 372.96    | 11        | 362.88 | 12     |
| 13     | Alfredo Colmenarez Jesus Liranzo          | Venezuela              | 360.03    | 13        |        |        |
| 14     | Héctor García Nicolás García              | Spanje                 | 341.16    | 14        |        |        |
| 15     | Chow Ho Wing Jason Poon                   | Hongkong               | 326.46    | 15        |        |        |
| 16     | Frandiel Gomez Argenis Alvarez            | Dominicaanse Republiek | 323.46    | 16        |        |        |
| 17     | Andryan Andryan Akhmad Sukran Jamjami     | Indonesië              | 313.26    | 17        |        |        |
| 18     | Ng Wai Hou Leong Kam Cheong               | Macau                  | 299.70    | 18        |        |        |
| 19     | Dmitri Prosvirinin Dmitri Sorokin         | Azerbeidzjan           | 294.66    | 19        |        |        |